# Днепровский художественный музей
Днепровский художественный музей (укр. Дніпровський художній музей) — музей изобразительного искусства в Днепре, один из старейших музеев Украины. В коллекции музея около 9 тысяч произведений живописи, графики, скульптуры и предметов декоративно-прикладного искусства XVI—XXI веков.

## История
Екатеринославская картинная галерея — так сначала назывался музей — была открыта в апреле 1914 года и посвящена памятной дате — 100-летию от дня рождения Тараса Шевченко. Инициаторами создания музея стали члены художественной комиссии Екатеринославского научного общества. Первая экспозиция Екатеринославской картинной галереи была расположена в Потемкинском дворце(ныне Дворец студентов Днепровского национального университета).
На день открытия в экспозиции музея находилось всего 64 работы. Сейчас же в фондах музея хранится около 9000 произведений живописи, графики, скульптуры, декоративно-прикладного искусства Украины, России, Европы. Постоянная экспозиция музея состоит из лучших образцов искусства XVII — начала XX-го веков.
В Днепровском художественном музее большое число уникальных произведений. В первую очередь это украинская, в частности — приднепровская иконопись, живописные полотна украинских и русских мастеров.
Здесь есть работы художника Владимира Боровиковского, картины которого хорошо представлены в музеях Москвы и Петербурга. Но  его ранние работы портретного жанра хранятся в этом музее.
Есть тут картины Репина, Куинджи, Айвазовского, Коровина, Левитана, Серова, которые экспонировались в Москве, в Петербурге, в других городах ближнего и дальнего зарубежья.
Есть и картины-участники различных международных выставок: картина Марии Башкирцевой «В студии. Мастерская Жюлиана» (1881) побывала во Франции, в США, в Испании.
Особенно ценны произведения местного художника-символиста Михаила Сапожникова (1871—1937). Ныне они хранятся в фондах музея, иногда экспонируются на музейных выставках. В дальнейших планах научных сотрудников — создание отдельного зала с работами Сапожникова.
Каждый год музей организует десятки выставок из собственного собрания и пропагандирует искусство разных регионов Украины, России, США, Польши, Великобритании и др.
Экспонаты музея, в частности произведения М. Башкирцевой «В студии» и С. Мясоедов «Голова крестьянина», демонстрировались за границей (во Франции, Лихтенштейне, США, в Испании)
Важным направлением деятельности музея является пропаганда творчества современных местных художников, мастеров народного творчества, юных талантов.
Ежегодно проходят выставки Петриковских мастеров народной росписи, детского творчества; персональные и сборные тематические выставки современных художников Днепропетровщины.
Музей ежегодно посещают 100 тыс. чел.

## Экспозиция

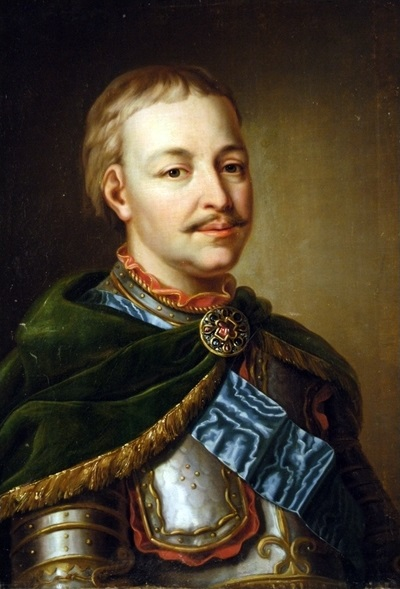
Портрет Ивана Мазепы, XIX ст.
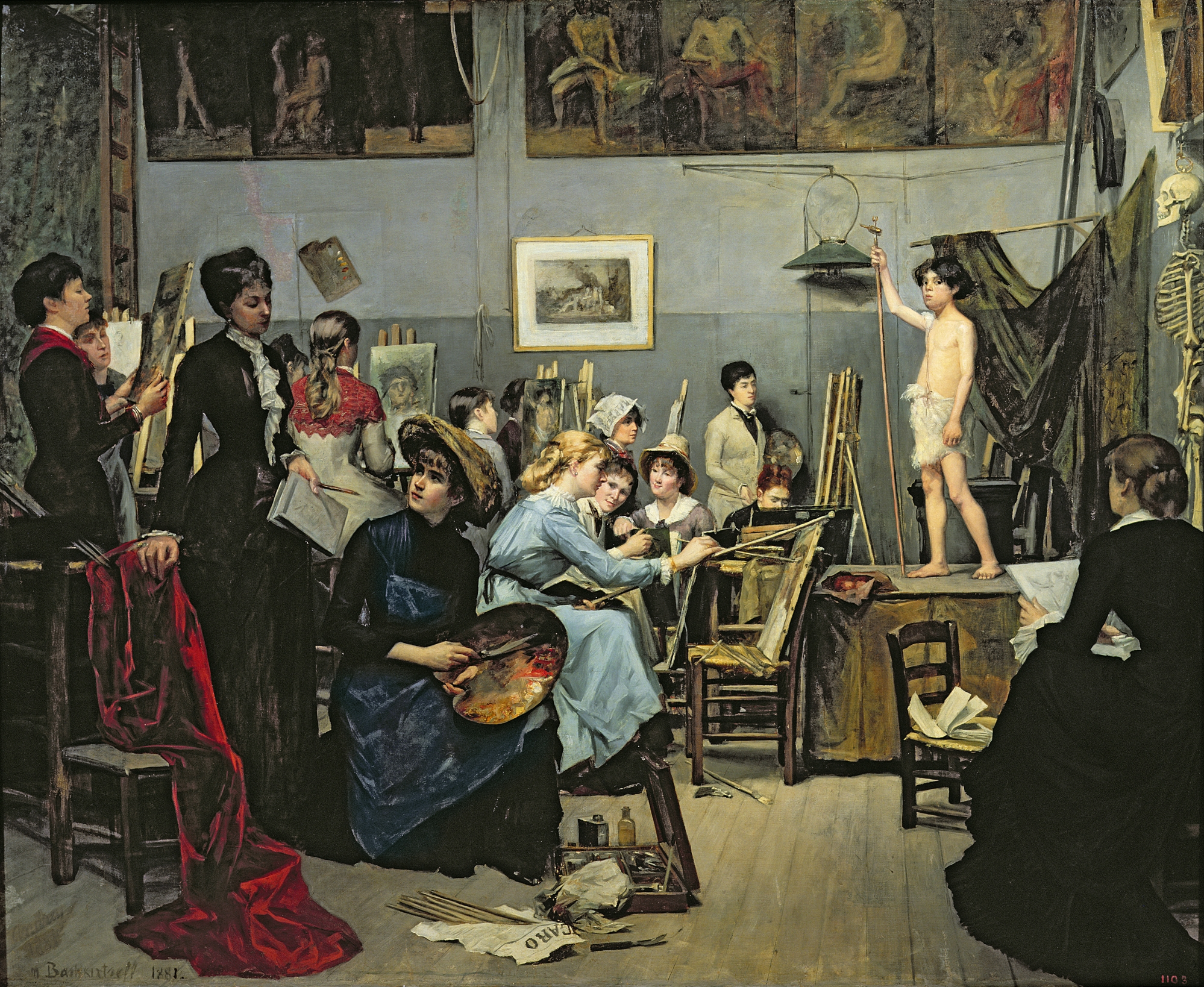
Мария Башкирцева. «В студии», 1881
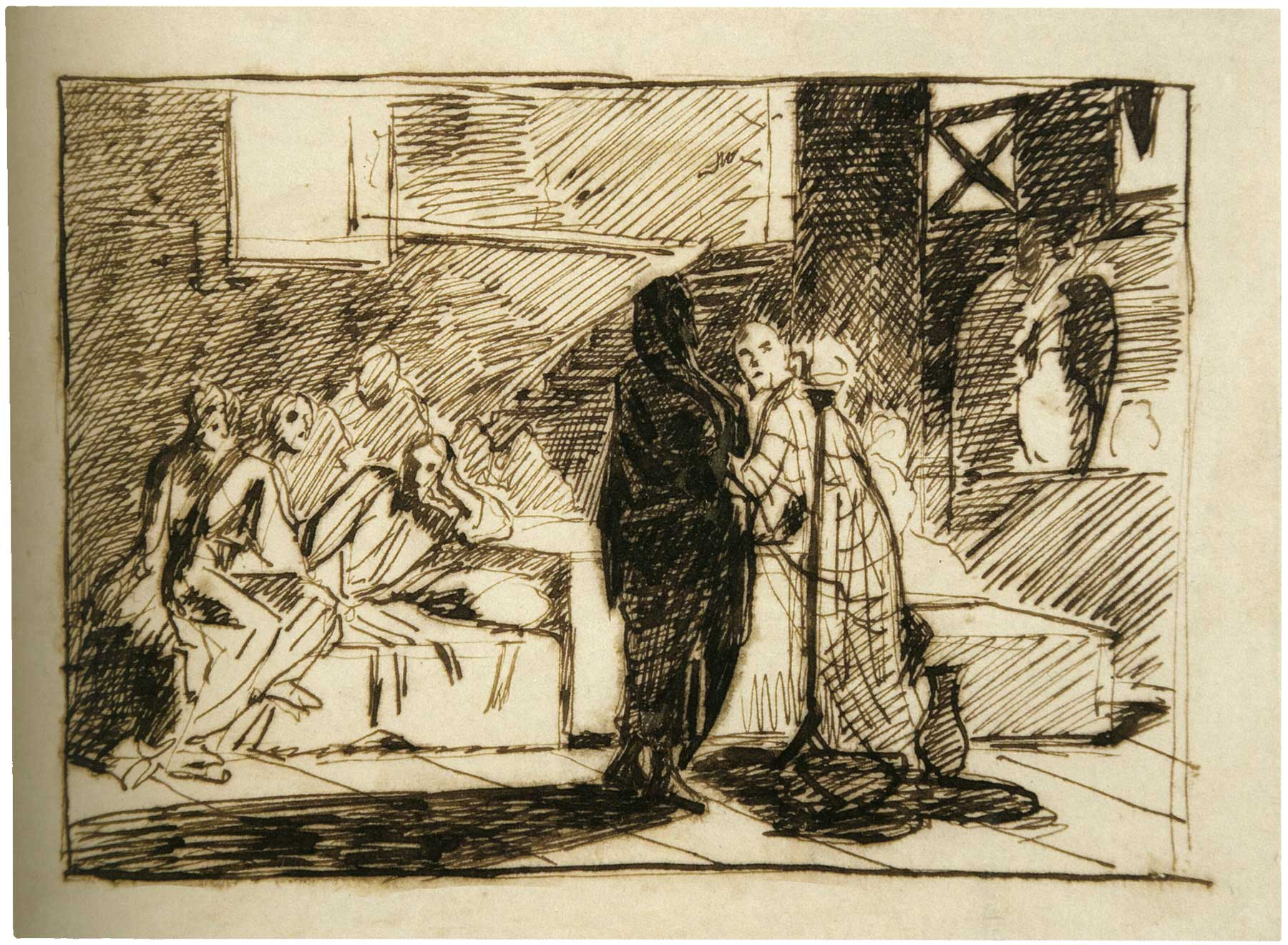
Николай Ге. Рисунок к композиции «Тайная вечеря», 1862
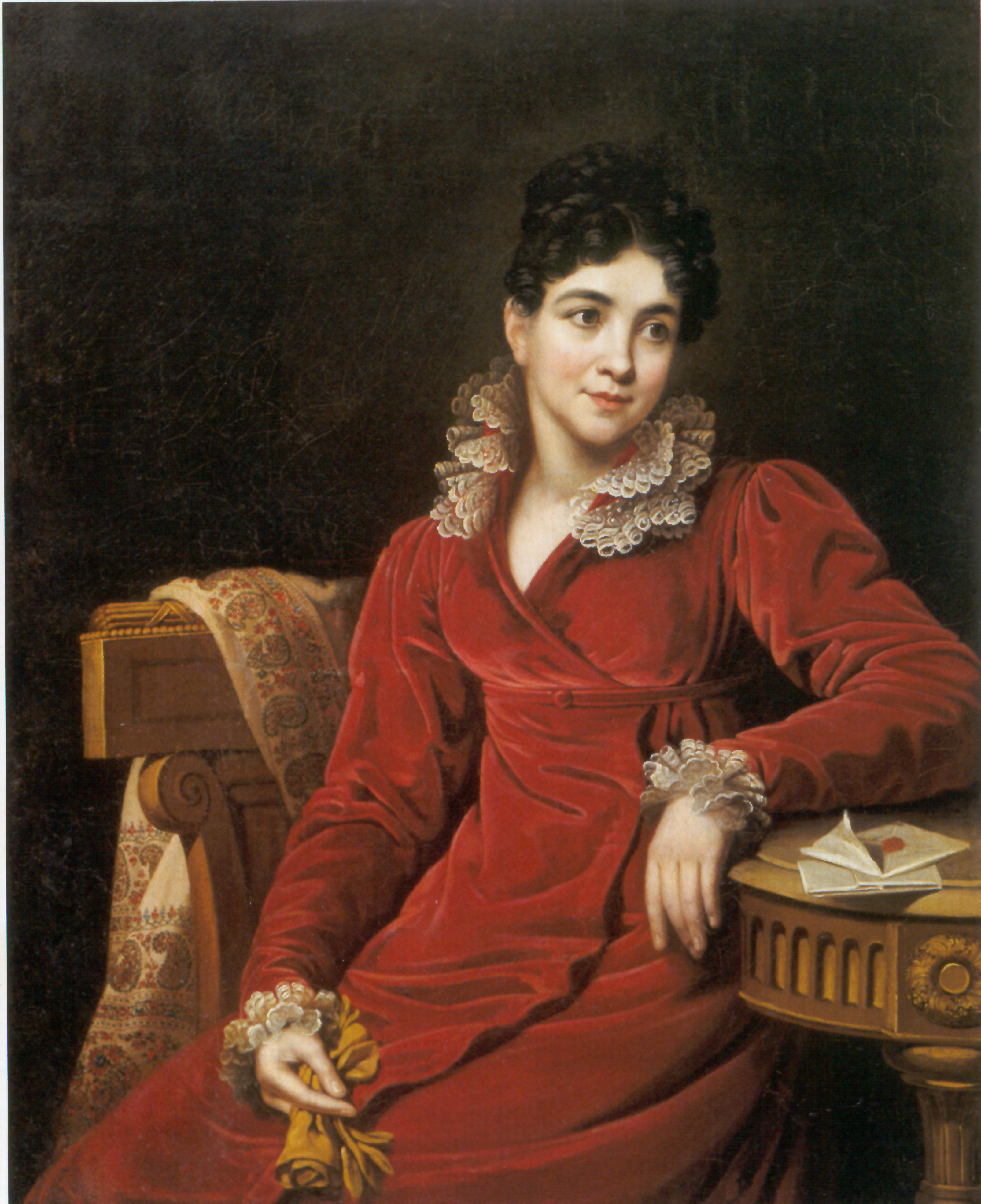
Янош Ромбауэр. Прасковья Кутайсова, 1820
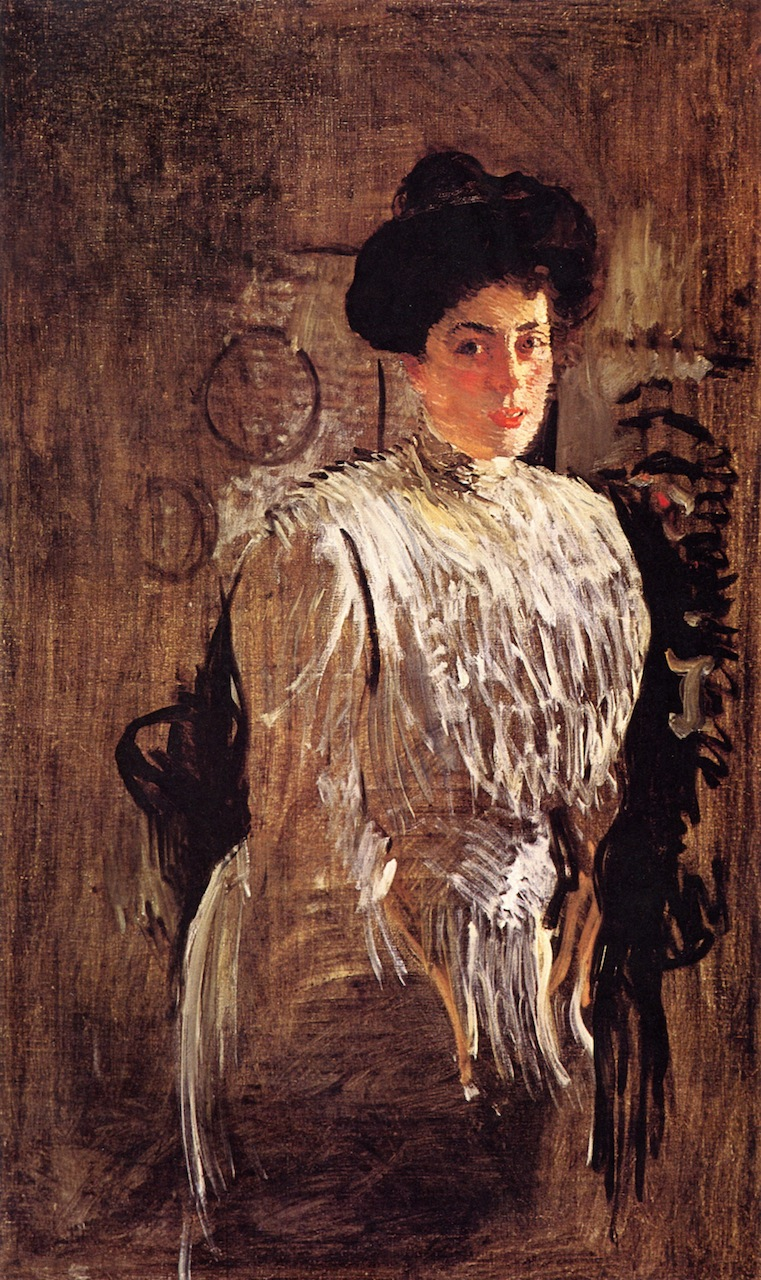
Валентин Серов. «Маргарита Морозова», 1910